# Смядово
Смядово (болг. Смядово) — город в Болгарии. Находится в Шуменской области, входит в общину Смядово. Население составляет 4044 человека (2022).

## Политическая ситуация
Кмет (мэр) общины Смядово — Иванка Петрова Николова (Партия ГЕРБ) по результатам выборов в правление общины.

## Известные уроженцы и жители
- Галена (певица) (род. 1985) — болгарская певица в стиле поп-фолк.